# 井上憲氏
井上 憲氏（いのうえ けんじ、1945年9月26日 - ）は、日本の実業家。

## 経歴
- 1968年10月 私立大阪工業大学高等学校普通科、非常勤講師
- 1971年3月 同校退任
- 1971年4月 大倉建設株式会社入社
- 1971年12月 同社退社
- 1972年1月 日昭産業株式会社(現日昭アルミ工業株式会社)入社
- 1980年9月 同社退社
- 1980年10月 株式会社平和堂設立、代表取締役就任
- 1982年1月 株式会社湯浅教育システム中部（現㈱クリップコーポレーション）入社、代表取締役就任(現) [2]

ジャスダックに上場する㈱クリップコーポレーションの創業者（現代表取締役社長）。かつて日昭産業（現日昭アルミ工業）の営業担当社員であった。1982 年 1 月にユアサ商事の孫会社であった湯浅教育システム中部の代表取締役に就任して学習塾を開始、その後、湯浅教育システム中部の譲渡を受け、それが、現在の㈱クリップコーポレーションの前身となる。代表取締役社長としての在任期間は34年間（2015年現在）。自らを「商売人」という井上代表は、「自分の給料は自分で稼ぎだす」という自主独立の心意気を持った経営者の育成こそが企業を発展させると考えている。  息子にキックボクサーの井上正憲（リング名は、井上"ブル"正憲。ブルズアイファイトクラブ代表）がいる。 